# Dinocardium robustum
Dinocardium robustum är en musselart som först beskrevs av John Lightfoot 1786.  Dinocardium robustum ingår i släktet Dinocardium och familjen hjärtmusslor. Inga underarter finns listade i Catalogue of Life.

## Bildgalleri

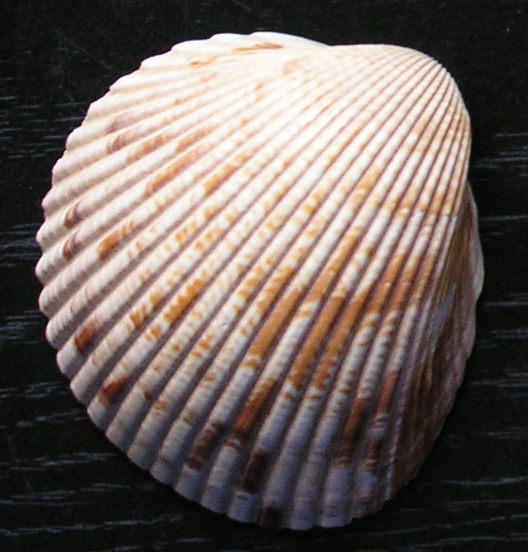